# João Alves (paralímpico)
João Alves es un deportista portugués que compitió en bochas adaptadas y atletismo adaptado. Ganó cuatro medallas en los Juegos Paralímpicos de Verano en los años 1988 y 1996.

## Palmarés internacional
| Juegos Paralímpicos | Juegos Paralímpicos      | Juegos Paralímpicos | Juegos Paralímpicos |
| Año                 | Lugar                    | Medalla             | Prueba              |
| ------------------- | ------------------------ | ------------------- | ------------------- |
| 1988                | Seúl (Corea del Sur)     | Medalla de oro      | Equipo C1-C2 mixto  |
| 1988                | Seúl (Corea del Sur)     | Medalla de bronce   | Individual C1 mixto |
| 1996                | Atlanta (Estados Unidos) | Medalla de plata    | Equipo C1-C2 mixto  |

| Juegos Paralímpicos | Juegos Paralímpicos  | Juegos Paralímpicos | Juegos Paralímpicos |
| Año                 | Lugar                | Medalla             | Prueba              |
| ------------------- | -------------------- | ------------------- | ------------------- |
| 1988                | Seúl (Corea del Sur) | Medalla de bronce   | Precisión C1        |